# Боркуш Євгенія Петрівна
Євгенія Петрівна Боркуш (Саноцька) (нар. 21 червня 1953, село Глібовичі, тепер Перемишлянського району Львівської області) — українська радянська діячка, телятниця колгоспу «Нове життя» Перемишлянського району Львівської області. Депутат Верховної Ради УРСР 9-го скликання.

## Біографія
Освіта середня. Член ВЛКСМ.
З 1970 року — телятниця колгоспу «Нове життя» села Глібовичі Перемишлянського району Львівської області.
Потім — на пенсії.

## Нагороди
- ордени
- медалі